# 山陽鐵道
山陽鐵道（日语：／ San'yō Tetsudō */?）是一間在明治時代存在的鐵路公司。此鐵路公司的主要路線為現在的山陽本線。

## 歷史
在日本鐵道開通後，為了建設神戶 - 下關的鐵路線，採取日本鐵道「半官半民」的模式設立山陽鐵道。山陽鐵道在1888年（明治21年）1月成立，在4月選出了中上川彦次郎為公司的社長，公司的總部設在神戶西柳原町。同年11月1日，兵庫至明石之間開通，12月23日，明石至姫路之間開通。1889年9月1日，神戶至兵庫之間開通。
之後在1901年5月27日，姬路經岡山、廣島至山口縣馬關（1902年改名下關）之間開通，神戶至馬關之間的鐵路線全線開通。中上川指出，為了與瀨戶内海航線競爭，在建設鐵路線時的坡度要在「100分之1以下」（即是千分之10以下），因此在那時候，中上川就被名為「日语：」。此方針在中上川退社後，即是1891年以後並沒有承繼下去，在瀨野站至八本松站之間的大山嶺區間（通稱「瀨野八」）中，路線的坡度達千分之22.6。
1903年和1904年，經營惡化的播但鐵道與讚岐鐵道，都將鐵路事業轉讓給山陽鐵道，使山陽鐵道的營業範圍擴大。1906年在日俄戰爭衝擊下，鐵道國有化的呼聲提高，同年《鐵道國有法》頒布，日本鐵道被列入其中，并在1906年11月1日收歸國有。。1909年进行国有铁道名称制定，山陽電鐵其下路線被名為國鐵山陽本線、播但線、大嶺線（後來為美禰線的一部分）、讚岐線（後來為予讚線與土讚線的一部分）。

## 經營
山陽鐵道的多角化積極經營方針使在當時眾所周知，許多戰後鐵路業界提供的設備、服務，最初都是山陽鐵道引進。在1894年，山陽鐵道開始開行長距離急行列車；1898年加裝電力照明，並提供車內服務；1899年加設餐車；1900年，日本引入第一輛寢台車，加設一等寢台車。1901年全線開通後，日本第一列「最急行」（後來演變為特急列車）開始營運。1903年，又加設二等寢台車，之後還投入3軸轉向架車、真空制動機、開設車站酒店等。
山陽鐵道的多角化積極經營方針被認為是為了與瀨戶内海航線競爭，但另一方面，由於列車不合理提速，軌道維護也較差，導致山陽鐵道頻繁發生鐵路事故。當時的九州鐵道社長，之後擔任鐵道大臣的仙石貢便抨擊山陽鐵道，表示：“乘坐以如此瘋狂的速度行駛的列車是很危險的。”而另一方面日後催生超特急列車燕號德的結城弘毅便曾任職於山陽鐵道。
作為多角化經營的一部分，山陽鐵道還經營連接瀨戶內海和鐵路的航線，連接本州、四國和九州。1904年，山陽鐵道向三菱重工訂購了壹岐丸和對馬丸兩艘船，竣工後開通由子公司山陽汽船運營的關釜聯絡船，實現東京 - 漢城 (今首爾)間60小時連結。其他山陽汽船經營的航線還有日後國鐵的宇高連絡船、關門連絡船，還有現在JR西日本子公司JR西日本宮島渡輪仍在運營的宮島渡輪。

## 路線、車站一覽

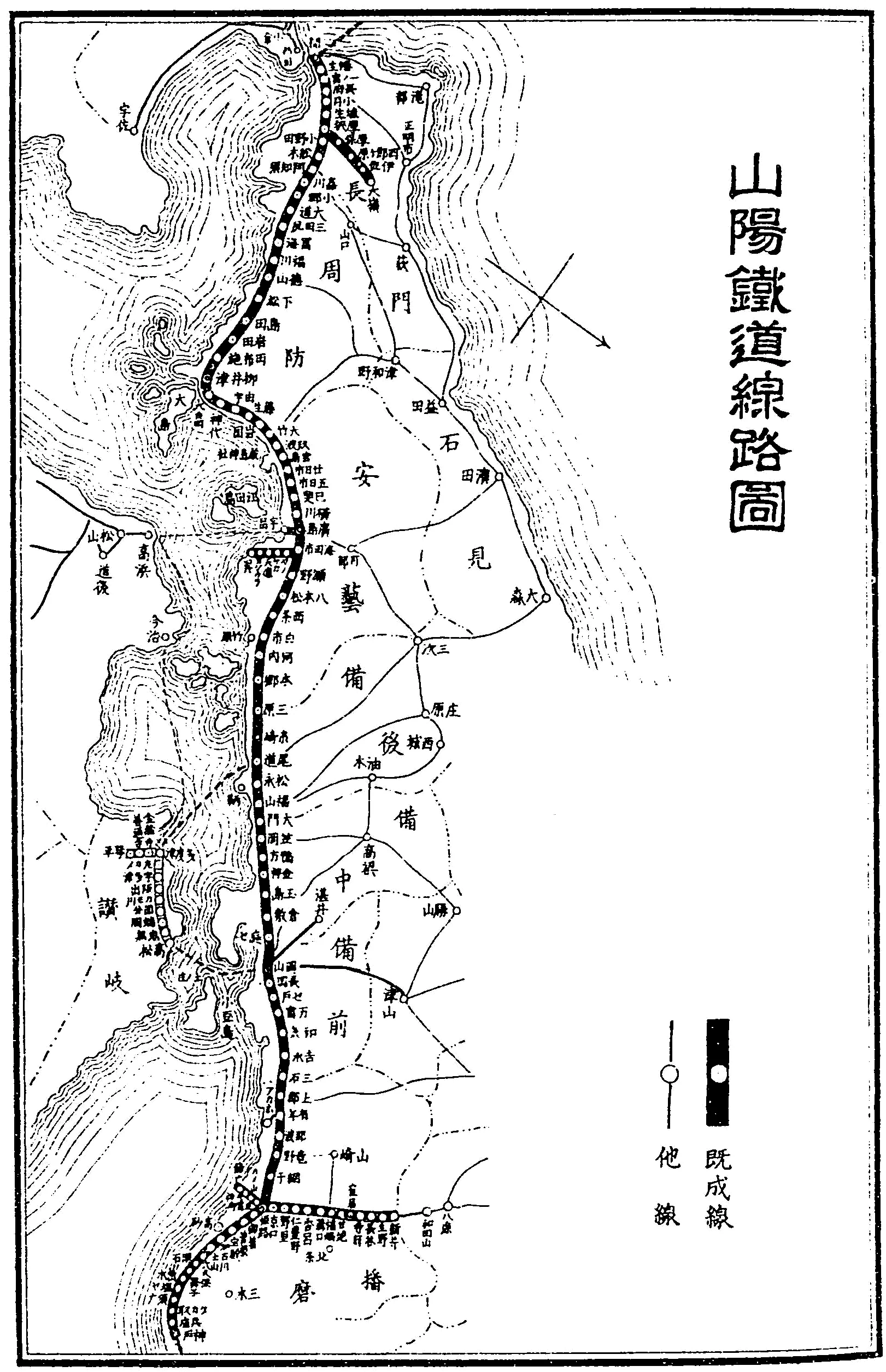
1906年山陽鐵道路线图

- 神戶 - 下關 (329.3英里=529.95公里) 
神戶站 - 兵庫站 - 鷹取站 - 須磨站 - 鹽屋臨時停車站 - 垂水站 - 舞子臨時停車站 - 明石站 - 大久保站 - 土山站 - 加古川站 - 寶殿站 - 曾根站 - 御着站 - 姫路站 - 網干站 - 龍野站 - 那波站 - 有年站 - 上郡站 - 三石站 - 吉永站 - 和氣站 - 萬富站 - 瀨戶站 - 西大寺站 - 岡山站 - 庭瀨站 - 倉敷站 - 玉島站 - 金神站 - 鴨方站 - 笠岡站 - 大門站 - 福山站 - 松永站 - 尾道站 - 糸崎站 - 三原站 - 本鄉站 - 河内站 - 白市站 - 西條站 - 八本松站 - 瀨野站 - 海田市站 - 廣島站 - 橫川站 - 己斐站 - 五日市站 - 廿日市站 - 宮島站 - 玖波站 - 大竹站 - 岩國站 - 藤生站 - 由宇站 - 神代站 - 大畠站 - 柳井津站 - 田布施站 - 岩田站 - 島田站 - 下松站 - 德山站 - 福川站 - 富海站 - 三田尻站 - 大道站 - 小郡站 - 嘉川站 - 阿知須站 - 船木站 - 小野田站 - 厚狹站 - 埴生站 - 小月站 - 長府站 - 一之宮站 - 幡生站 - 下關站
- 兵庫 - 和田岬（1.6英里=2.57公里，貨物線）
兵庫站 - 新川貨物站（日语：新川駅 (兵庫県)） - 和田岬站
- 飾磨 - 姫路 - 和田山（44.4英里=71.45公里，飾磨至新井之間為前播但鐵道，豆腐町至姫路之間為貨物線）
飾磨站（日语：飾磨港駅） - 天神站（日语：飾磨駅 (国鉄)） - 龜山站 - 豆腐町站 - 姫路站 - 京口站 - 野里站 - 仁豐野站 - 香呂站 - 溝口站 - 福崎站 - 甘地站 - 鶴居站 - 寺前站 - 長谷站 - 生野站 - 新井站 - 竹田站 - 和田山站
- 高松 - 琴平（27.2英里=43.77公里，前讚岐鐵道） 
高松站 - 鬼無站 - 端岡站 - 國分站 - 鴨川站 - 坂出站 - 宇多津站 - 丸龜站 - 多度津站 - 金藏寺站 - 善通寺站 - 琴平站
- 海田市 - 吳（12.4英里=19.96公里，鐵道作業局線）
海田市站 - 矢野站 - 坂站 - 濱崎站 - 天應站 - 吉浦站 - 吳站
- 廣島 - 宇品（3.7英里=5.95公里，鐵道作業局線）
廣島站 - 比治山站 - 丹那站 - 宇品站
- 厚狹 - 大嶺 (12.2英里=19.63公里) 
厚狹站 - 厚保站 - 四郎原站 - 伊佐站 - 大嶺站

## 車輛

### 蒸氣機車
在開業當初時與官設鐵道同様，都是引入英國製蒸氣機車。在1893年（明治26年）後，設引入美國製蒸氣機車，那些機車的特點是設有低壓與高壓兩個2氣筒驅動的複式機車。除了來自外國的機車外，山陽鐵道兵庫工廠也有製造機車。
Nos. 1 - 4, 6, 7
1888年、英國Vulcan Foundry製。軸配置2-4-2 (1B1) 的罐式機車。曾在東武鐵道、南海鐵道運行。後來山陽鐵道形式1 → 鐵道院700形。
Nos. 5, 8, 9
1889年、英國Nasmyth, Wilson & Co., Ltd製。軸配置0-6-0 (C) 的罐式機車。3輛在國有化前轉讓。5, 8號往北海道炭礦鐵道，9號往官設鐵道（鐵道局）。後來為鐵道院1100形。
Nos. 10 - 23
1889年、英國Neilson and Company製。軸配置4-4-0 (2B) 的煤水車。11-14, 17, 18, 20在國有化前轉讓給官設鐵道（鐵道局）。後來為5400形。
Nos. 24 - 27
1890年、英國Vulcan Foundry製。軸配置2-4-2 (1B1) 的罐式機車。所有機車在國有化前轉讓。24, 26往官設鐵道（鐵道局），25, 27往筑豐鐵道。後來為鐵道院700形。
形式1 (Nos. 3, 4, 6, 7)
英國Vulcan Foundry製。軸配置2-4-2 (1B1) 的罐式機車。後來為鐵道院700形。
形式2 (Nos. 5, 8)
英國Dobbs製。軸配置2-4-2 (1B1) 的罐式機車。後來為鐵道院500形。
形式3 (Nos. 9 - 18)
1890年、英國Beyer, Peacock & Co. Ltd.製。軸配置4-4-0 (2B) 的煤水車。後來為鐵道院5300形。
形式4 (Nos. 19 - 25)
1889年、英國Neilson and Company製。軸配置4-4-0 (2B) 的煤水車。後來為鐵道院5400形。
形式5 (Nos. 26 - 31)
1893年、美國鮑爾溫製。軸配置2-6-0 (1C) 的煤水車。後來為鐵道院8450形。
形式6 (Nos. 32 - 34)
1894年、美國鮑爾溫製。軸配置2-6-2 (1C1) 的罐式機車。34號是自來自播但鐵道。後來為鐵道院3300形。
形式7 (Nos. 35 - 38)
1894年、美國鮑爾溫製。軸配置2-6-0 (1C) 的煤水車。後來為鐵道院8350形。
形式8 (No. 39)
1895年、美國鮑爾溫製。軸配置2-4-2 (1B1) 的煤水車。後來為鐵道院5060形。
形式9 (No. 40)
1896年、自社兵庫工場製。軸配置2-4-2 (1B1) 的罐式機車，模仿形式1、形式2而製成。後來為鐵道院850形。
形式10 (Nos. 41 - 50)
1896年、美國鮑爾溫製。軸配置2-4-2 (1B1) 的罐式機車。46號在國有化前轉讓給北越鐵道，50號被改裝成為Tenda機車（形式19）。後來為鐵道院950形。
形式11 (Nos. 51, 52)
1896年、美國鮑爾溫製。軸配置0-6-0 (C) 的罐式機車。後來為鐵道院1010形。
形式12 (Nos. 53 - 70, 96 - 105)
1897年、1901年、美國鮑爾溫製。軸配置4-4-0 (2B) 的煤水車。後來為鐵道院5900形。
形式13 (Nos. 71 - 81)
1898年、美國Rogers Locomotive Works製。軸配置4-4-0 (2B) 的煤水車。後來為鐵道院5950形。
形式14 (Nos. 82 - 85)
1898年、美國Rogers Locomotive Works製。軸配置2-6-0 (1C) 的煤水車。後來為鐵道院8400形。
形式15 (Nos. 86, 87)
1898年、美國迪克森製。軸配置0-6-0 (C) 的罐式機車。後來為鐵道院1020形。
形式16 (Nos. 88 - 95)
1900年、美國Schenectady Locomotive Work製。軸配置4-4-0 (2B) 的煤水車。後來為鐵道院6120形。
形式17 (Nos. 108 - 111)
1903年、自社兵庫工場製。軸配置4-4-0 (2B) 的煤水車。後來為鐵道院6100形。
形式18 (Nos. 106, 107)
1902年、1903年、自社兵庫工場製。軸配置4-4-0 (2B) 的煤水車。是模仿形式3而製成。後來為鐵道院5480形。
形式19 (No. 50)
自社兵庫工場製。由形式10改造Tenda機而成。軸配置2-4-2 (1B1) 。後來為鐵道院5050形。
形式20 (No. 46[II])
1900年、美國鮑爾溫製。軸配置2-6-0 (1C) 的煤水車。前中國鐵道5號。後來為鐵道院8380形。
形式21 (Nos. 1[II], 2[II])
1896年、美國鮑爾溫製。軸配置2-4-2 (1B1) 的罐式機車。前播但鐵道L2形4, 5號。後來為鐵道院200形。
形式22 (No. 112)
1902年、美國鮑爾溫製。軸配置2-6-0 (1C) 的煤水車。後來為鐵道院8250形。
形式23 (Nos. 113 - 115)
1893年、美國鮑爾溫製。軸配置2-6-2 (1C1) 的罐式機車。前播但鐵道L1形1-3。後來為鐵道院3300形。
形式24 (No. 116)
1897年、美國Pittsburgh Locomotive and Car Works製。軸配置2-6-2 (1C1) 的罐式機車。前播但鐵道L3形6號。後來為鐵道院3400形。
形式25 (Nos. 117, 118, 123, 124)
1904年、1905年自社兵庫工場製。軸配置4-4-0 (2B) 的煤水車。後來為鐵道院6100形。
形式26 (Nos. 119, 120)
1897年、美國Pittsburgh Locomotive and Car Works製。軸配置4-4-2 (2B) 的煤水車。1905年，此車轉讓給京都鐵道。後來為鐵道院5200形。
形式27 (Nos. 121, 122)
1905年、自社兵庫工場製。軸配置2-6-0 (1C) 的煤水車。後來為鐵道院8500形（第一代）。
形式28 (Nos. 125 - 128)
1906年、自社兵庫工場製。軸配置2-6-2 (1C1) 的罐式機車。後來為鐵道院3380形。
形式29 (Nos. 129 - 135)
1889年、1894年、1901年、德國Hohenzollern製。軸配置0-4-0 (B) 的罐式機車。前讚岐鐵道A1形1-4, 11-13。後來為鐵道院60形。
形式30 (Nos. 136 - 139)
1896年、英Nasmyth, Wilson & Co., Ltd製。軸配置0-6-0 (C) 的罐式機車。前讚岐鐵道A2形5-8。後來為鐵道院1200形。
形式31 (Nos. 140, 141)
1896年、英Dobbs製。軸配置02-6-0 (C) 的罐式機車。前讚岐鐵道A3形9, 10。後來為鐵道院1230形。
形式32 (Nos. 142 - 152)
1905年、美國鮑爾溫製。軸配置2-6-2 (1C1) 的罐式機車。後來為鐵道院3360形。
形式33 (No. 93)
自社兵庫工場由形式16改造而成。軸配置4-4-0 (2B) 的煤水車。後來為鐵道院6050形。
形式34 (No. 118)
軸配置4-4-0 (2B) 的煤水車。在1906年由形式25改造。後來為鐵道院6100形。
形式35 (Nos. 153 - 158)
1909年，帝國鐵道廳兵庫工場製（國有化後完成）。軸配置2-6-4 (1C2) 的罐式機車。後來為鐵道院3700形。

### 客車
木製2軸電車　客車列車的室内電燈是利用儲電池。
- 25輛　山陽鐵道會社兵庫工場製　國有化為Chiku4500-4524（形式4500） 蓄電車形式圖 （页面存档备份，存于）
- 5輛　山陽鐵道會社兵庫工場製　國有化為Chiku4525-4529（形式4525） 蓄電車形式圖 （页面存档备份，存于）
- 2輛　山陽鐵道會社兵庫工場製　國有化為Chiku4530.4531（形式4530） 蓄電車形式圖 （页面存档备份，存于）
- 2輛　山陽鐵道會社兵庫工場製　國有化為Chiku4532.4533（形式4532） 蓄電車形式圖 （页面存档备份，存于）
- 3輛　Oldbury工場製　國有化後為Chiku4534-4536（形式4534）蓄電車形式圖 （页面存档备份，存于）

## 航路
包含山陽汽船商社和山陽汽船的航路，山陽鐵道之所以不直接運營，是因為根據1897年的《私設鐵道條例》，鐵路公司不能直接經營鐵路以外的任何業務。但是1900年修法允許鐵路公司直接從事鐵路以外的業務，因此山陽鐵道也直接經營宮島渡輪和關門連絡船。
- 德山-門司-赤間關間　1898年10月3日開航。1901年5月27日山陽鐵道神戶至馬關間全通廢止。
- 馬關-門司間　1901年5月27日開航。（關門連絡船）
- 岡山-高松間　1903年3月18日開航。 （宇高連絡船）
- 尾道-多度津間　1903年3月18日開航。
- 宮島-嚴島間　1903年5月8日開航。（宮島渡輪）
- 下關-釜山間　1905年9月11日開航。（關釜聯絡船）

## 其他
現時在兵庫縣營運的山陽電氣鐵道和山陽鐵道完全沒有關係。

## 相關項目
- 中上川彦次郎 - 第一代社長
- 松本重太郎 - 第二代社長，會長
- 牛場卓藏 - 専務與會長兼務，在國有化時的代表-